# Klášterec nad Orlicí
Klášterec nad Orlicí là một làng thuộc huyện Ústí nad Orlicí, vùng Pardubický, Cộng hòa Séc.